# 唐明照
唐明照（1910年12月10日—1998年10月31日），原名唐锡朝，男，广东恩平人，中华人民共和国外交官。

## 生平
1910年12月10日出生于圣堂乡圹龙村。幼时原名唐锡朝。1920年代初，唐明照随父母移居美国旧金山。1927年回国，1930年至1933年就读于清华大学政治学系。1931年12月加入中国共产党。1933年至1937年在伯克利加州大学学习。曾任《美洲华侨日报》社长与总编、中共北平市委组织部长、美国共产党中央中国局书记。
回国后历任外交部专员、中国人民保卫世界和平委员会联络部副部长、中共中央对外联络部处长、中共中央对外联络部副秘书长。1972年至1979年任主管联合国政治事务、非殖民化和托管事务的副秘书长。1980年后，任中联部顾问。1994年6月离休。1998年10月31日在北京逝世，终年87岁。

## 家庭
女儿唐闻生。中国侨联顾问、原副主席，中国翻译协会原常务副会长，译审。曾任毛泽东、周恩来等领导人翻译、原中国宋庆龄基金会副主席 。

## 纪念
唐明照故居坐西北向东南，砖木结构，中西合璧建筑风格，总长9.91米，总宽13.24米，占地总面积131.21平方米，高15米，共5层。第5层四个角有燕子窝，设有枪眼。室内为单间布局，木楼面、楼梯。 主楼后面有附楼作厨房之用。2007年1月被恩平市人民政府核定为市级文物保护单位。